# Любинский, Валерий Евгеньевич
Валерий Евгеньевич Любинский (23 декабря 1934 — 10 февраля 2019) — советский и российский учёный, специалист в области управления полётами космических аппаратов, доктор технических наук. Главный научный сотрудник ОАО РКК «Энергия», профессор кафедры «Динамика и управление полётом ракет и космических аппаратов» МГТУ им. Н.Э. Баумана. Академик Российской академии космонавтики им. К. Э. Циолковского.

## Биография
Валерий Евгеньевич Любинский родился 23 декабря 1934 года в семье медиков: отец, Любинский Евгений Николаевич, был нейрохирургом; мать, Любинская (урожденная Лифшиц) Мария Владимировна, работала терапевтом. С началом Великой Отечественной войны, Евгений Николаевич был призван на фронт в военный госпиталь, а Мария Владимировна с сыном и родителями были эвакуированы в село Согорное Новосибирской области, где до окончания войны работала фельдшером.
По завершении войны семья перебралась в г. Веймар, где Евгений проходил службу. В 1948 году семья переехала в Краснодар, а затем в Москву, где Любинский занялся научной работой.
По окончании школы в 1951 году Любинский поступил в Московский Авиационный Институт (МАИ) на факультет Самолетостроения. По окончании института целая команда молодых инженеров попала на работу в конструкторское бюро ОКБ-1 (ныне РКК «Энергия», которым руководил С. П. Королёв. В составе инженерных групп Любинский участвовал в проектировании пилотируемых кораблей «Восток» (на котором Ю. А. Гагарин впервые совершил полет в космос), «Союз» (эксплуатируемых по настоящее время), орбитальных станций «Салют» и «Мир».
Любимой работе Валерий Евгеньевич Любинский посвятил более 60 лет своей жизни. Был автором или соавтором 75 научных работ, в том числе 7 изобретений. Участвовал в разработке перспективных космических программ. Читал лекции в МГТУ им. Н. Э. Баумана, подготавливая молодых специалистов для космической отрасли.
Умер в 2019 году. Прах захоронен в колумбарии на Донском кладбище.